# Marcel Mácha
Marcel Mácha (* 26. května 1969) je bývalý český fotbalista, obránce. Malý, dynamický, rychlý, dotěrný a nepříjemný obránce, často využívaný jako osobní strážce, chyběl mu klid v rozehrávce. Po skončení aktivní kariéry působil v Příbrami jako asistent. Nyní dělá hlavního trenéra diviznímu týmu FK Komárov.

## Fotbalová kariéra
V české lize hrál za FC Slovan Liberec a FC Marila Příbram. Nastoupil ve 235 ligových utkáních a dal 2 góly. V Poháru UEFA nastoupil ve 4 utkáních.

## Ligová bilance
| Ročník                          | Zápasy | Góly | Klub              |
| ------------------------------- | ------ | ---- | ----------------- |
| 1. česká fotbalová liga 1995/96 | 1      | 0    | FC Slovan Liberec |
| 2. česká fotbalová liga 1995/96 | 27     | 0    | FC Portal Příbram |
| 2. česká fotbalová liga 1996/97 | 29     | 0    | FC Dukla          |
| Gambrinus liga 1997/98          | 21     | 0    | FC Dukla          |
| Gambrinus liga 1998/99          | 26     | 0    | FC Dukla Příbram  |
| Gambrinus liga 1999/00          | 27     | 0    | FC Dukla Příbram  |
| Gambrinus liga 2000/01          | 19     | 1    | FC Marila Příbram |
| Gambrinus liga 2001/02          | 28     | 1    | FC Marila Příbram |
| Gambrinus liga 2002/03          | 17     | 0    | FC Marila Příbram |
| Gambrinus liga 2003/04          | 19     | 0    | FC Marila Příbram |
| Gambrinus liga 2004/05          | 28     | 0    | FC Marila Příbram |
| Gambrinus liga 2005/06          | 29     | 0    | FC Marila Příbram |
| Gambrinus liga 2006/07          | 19     | 0    | FC Marila Příbram |
| 2. česká fotbalová liga 2007/08 | 12     | 0    | FC Marila Příbram |
| Gambrinus liga 2008/09          | 1      | 0    | FC Marila Příbram |
| CELKEM 1. liga                  | 235    | 2    |                   |